# Марянув (Воломінський повіт)
Марянув (пол. Marianów) — село в Польщі, у гміні Домбрувка Воломінського повіту Мазовецького воєводства.
Населення — 191 особа (2011).
У 1975-1998 роках село належало до Остроленцького воєводства.

## Демографія
Демографічна структура станом на 31 березня 2011 року:
|          | Загалом | Допрацездатний вік | Працездатний вік | Постпрацездатний вік |
| -------- | ------- | ------------------ | ---------------- | -------------------- |
| Чоловіки | 96      | 21                 | 67               | 8                    |
| Жінки    | 95      | 21                 | 59               | 15                   |
| Разом    | 191     | 42                 | 126              | 23                   |